# Складання машин
Складання машин (рос. сборка машин, англ. assembling of machines, нім. Montagemaschinen f pl) – технологічний процес поєднання, координування і фіксації деталей у вузли, а вузлів у машину.

## Сутність складання машин
Остаточною продукцією машинобудівного заводу є машина, що складена з окремих частин. Технологічний процес поєднання, координування і фіксації деталей у вузли, а вузлів у машину називається складанням. В результаті складання досягається необхідне взаємне розташування деталей, що поєднуються, відносна рухомість або нерухомість елементів, що сполучаються, і міцність конструкції.
Будь-яка машина складається з окремих частин, з яких найпростішою є деталь (елемент), що не має ніяких з’єднань. Сукупність декількох деталей, що з’єднані і скріплені між собою і представляють самостійну частину машини, називається вузлом. Залежно від конструкції і числа деталей у вузлі вони можуть бути різної складності. 
Деталь або вузол, з якого починається складання, називається базовою деталлю або базовою групою. Базова деталь визначає положення всіх інших складальних одиниць. Щоб полегшити процеси складання, використовують технологічні схеми складання, на яких умовно зображена послідовність процесу.   

## Види поєднань
Для правильної взаємодії деталей в машині необхідно, щоб їх сполучення мало визначений характер. Одні деталі повинні вільно переміщуватись відносно інших, другі – в роботі не повинні переміщуватись, але повинні збиратися і розбиратися, треті – після складання повинні залишатися протягом всього часу експлуатації нерухомими. Залежно від цих умов поєднання складових одиниць здійснюється різно. З’єднання деталей в машині підрозділяються на:
– нерозбірні – виконуються зварюванням, клепанням, паянням і т.п.;
– розбірні – виконуються за допомогою кріпильних деталей (болти, гайки, шпонки, ґвинти, шурупи і т.п.) або посадок. При необхідності такі поєднання можна розібрати без порушення їх складових;    
– рухомі – дозволяють взаємне переміщення сполучених частин машини;
– нерухомі – після складання взаємне положення елементів повинно залишатись незмінним.  
Характер сполучення двох деталей, що входять одна в одну, називається посадкою. Розрізняють таки посадки:
– гаряча – застосовується для поєднання деталей, що в процесі експлуатації не розбираються;
– пресова і легкопресова – виконуються під дією пресів і додаткового кріплення шпонками, штифтами, шпильками;
– туга, напружена і щільна – застосовуються для сполучення деталей, які в процесі експлуатації доводиться розбирати, демонтувати. Посадки забезпечують добре центрування з використанням шпонок, штифтів; 
– рухомі – визначаються характером руху поєднаних деталей і швидкістю їх руху.

## Види і способи складання машин
Залежно від конструктивних особливостей машини, трудомісткості і масштабів виробництва технологічний процес складання можна здійснити різними способами. Складання буває: 
– стаціонарним, при якому об’єкт, що складається, протягом всього процесу складання залишається на одному робочому місті (застосовується при виготовленні унікальних і важких великогабаритних машин); 
– рухомим, при якому об’єкт, що складається, в процесі складання переміщується з одного робочого місця до іншого. Це переміщення може бути як безперервним, так і періодичним.
За організаційною ознакою складання ділиться на: 
– концентроване, що передбачає виконання бригадою робітників всіх складальних робіт на одному робочому посту (стенді, столі і т.п.). У зв’язку з малим фронтом робіт, тривалість процесу при використанні цього методу більше, чим при інших. Тому спосіб концентрованого складання застосовують рідко, в основному при виготовленні одиничних виробів; 
– диференційоване, що базується на розділенні процесу складання на ряд операцій, кожна з яких виконується на окремому робочому посту. Цей спосіб дозволяє працювати над всіма вузлами однієї машини водночас, що різко скорочує час складання машини. У свою чергу диференційоване складання може бути стаціонарним і рухомим. 
Стаціонарний монтаж застосовується в важкому машинобудуванні, коли великі машини переміщувати в процесі монтажу недоцільно. В цьому випадку робітники переходять від одного об’єкту до іншого і виконують технологічні операції у визначеній послідовності.
Рухомий монтаж передбачає переміщення об’єкту складання від поста до поста по мірі виконання складальних робіт. На кожному посту виконується визначена операція. В умовах крупносерійного і масового виробництва найбільшу ефективність дає рухоме диференційоване складання, що організоване за поточним способом, який характеризується безперервністю, розділенням процесу на простіші операції, спеціалізацією обладнання, інструменту, пристосувань і засобів транспорту. 
Таким чином, створюється машина, що являє собою сполучення механізмів, які виконують доцільний рух, що необхідний для виконання корисної роботи або для перетворення енергії. 

Машина відповідає своєму призначенню тільки в тому випадку, якщо вона характеризується такими необхідними якостями: 
– продуктивність – чим вона вища, тим нижча собівартість продукції; 
– економічність – машина повинна мати великий коефіцієнт корисної дії, займати меншу площу, витрачати менше енергії, палива; 
– експлуатаційна надійність – здатність машини до тривалої безвідмовної роботи при мінімальних ремонтних витратах;   
– довговічність – здатність машини і її вузлів протистояти впливу старіння, зносу, корозії і т.п.;   
– технологічність конструкції – ступінь відповідності конструкції машини оптимальним умовам виробництва при заданому масштабі випуску продукції; 
– вартість – залежить від маси машини, чим вона менше, тим більше економія металу і тим нижче вартість машини.
І насамперед машина повинна повністю відповідати вимогам і нормам конструкторської документації, технічних умов і стандартів. 